# 維塞區
維塞區（西班牙語：Distrito de Vice），是秘魯的一個區，位於該國西北部皮烏拉大區的塞丘拉省，始建於1920年6月15日，面積324.62平方公里，海拔高度15米，2005年人口11,793，人口密度每平方公里36人。